# Weitnau
Weitenau är en köping (Markt) i Landkreis Oberallgäu i Regierungsbezirk Schwaben i förbundslandet Bayern i Tyskland. Köpingen ligger i regionen Allgäu och folkmängden uppgår till cirka 6 000 invånare.
Köpingen ingår i kommunalförbundet Weitnau tillsammans med kommunen Missen-Wilhams.
Orter i Weitenau: Weitenau, Hellengerst, Kleinweiler, Rechtis, Sibratshofen und Wengen, d Derfer Eisenbolz, Engelwarz, Ettensberg, Hofen, Nellenberg, Ritzensonnenhalb, Seltmans und Waltrams und d Wiiler Büchelesmühle, Bühl, Engelhirsch, Gerholz, Glashütte, Haslach, Klausenmühle, Letz, Leutfritz, Moos, Nellenbruck, Osterhofen, Ritzenschattenhalb, Schmiedberg, Steinebach, Untereinöden, Weilerle och Widmannsried. 
Söder om Weitnau ligger Allgäu Alperna med bergen Grünten, Widderstein och Geißhorn.

## Historia
Orten nämns 1250 för första gången i en urkund. Weitnau har sedan 1805 tillhört Kungariket Bayern, före detta till Österrike.

## Sevärdheter
- Carl-Hirnbein-Erlebnisweg (äventyr gångstig)
- Borgruin Alttrauchburg
- Kyrka St. Ulrich
- Gasthaus Adler (i dag krog, tidigare rådhus)
- Dorfbrunnen (bybrunn)

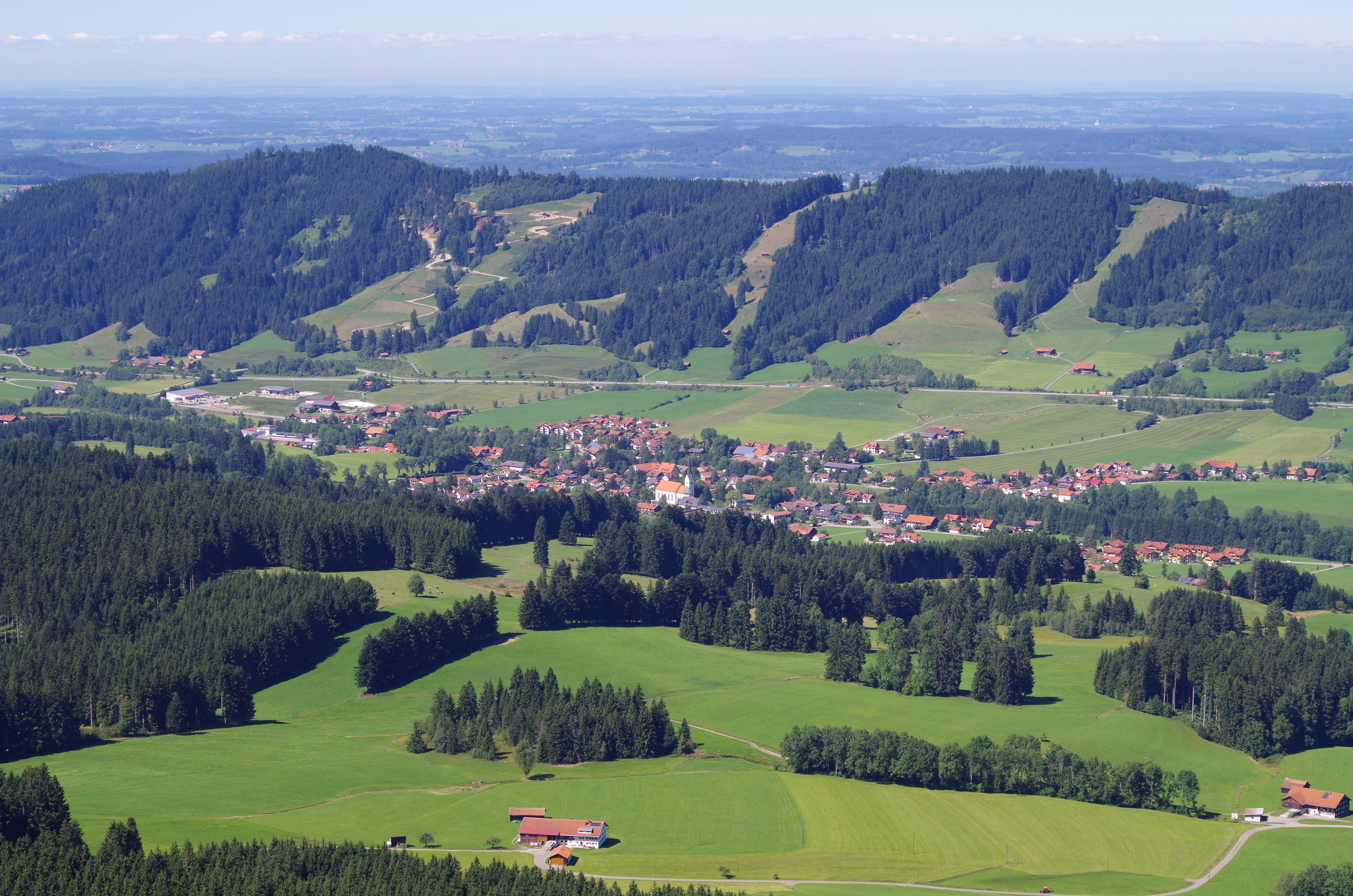
Weitnau
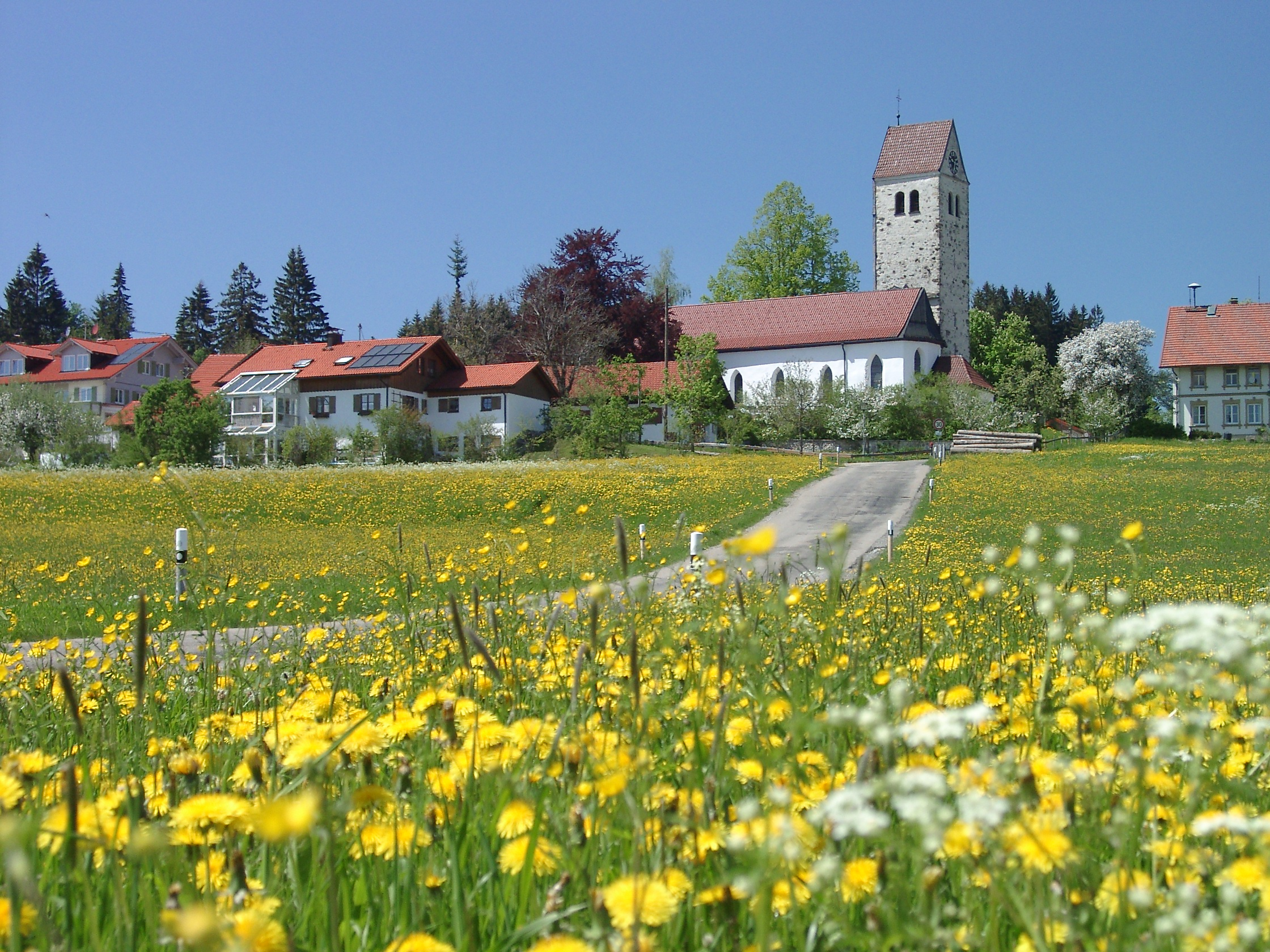
Rechtis med kyrka St. Ulrich
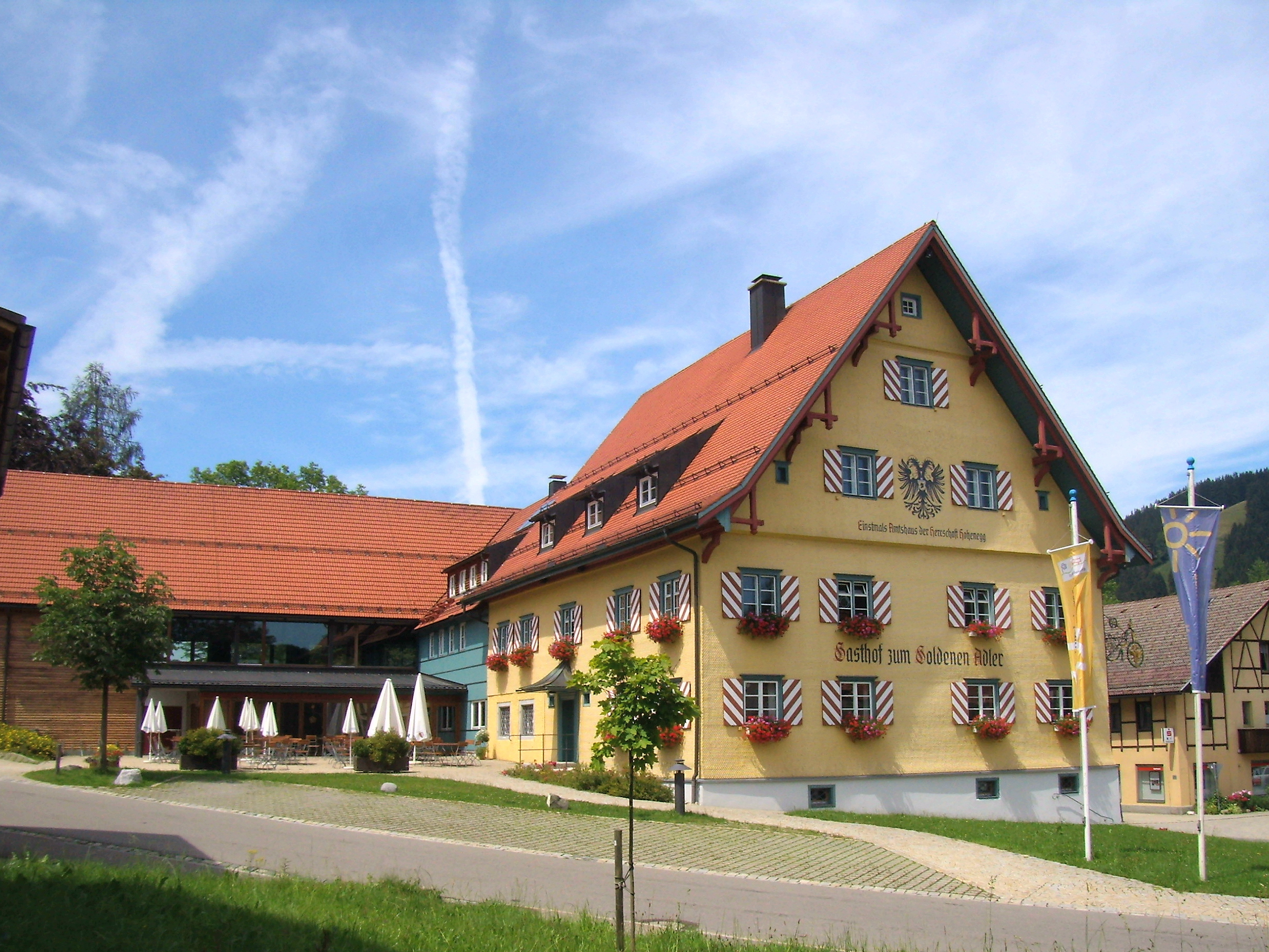
Gasthaus Adler (i dag krog, tidigare rådhus)
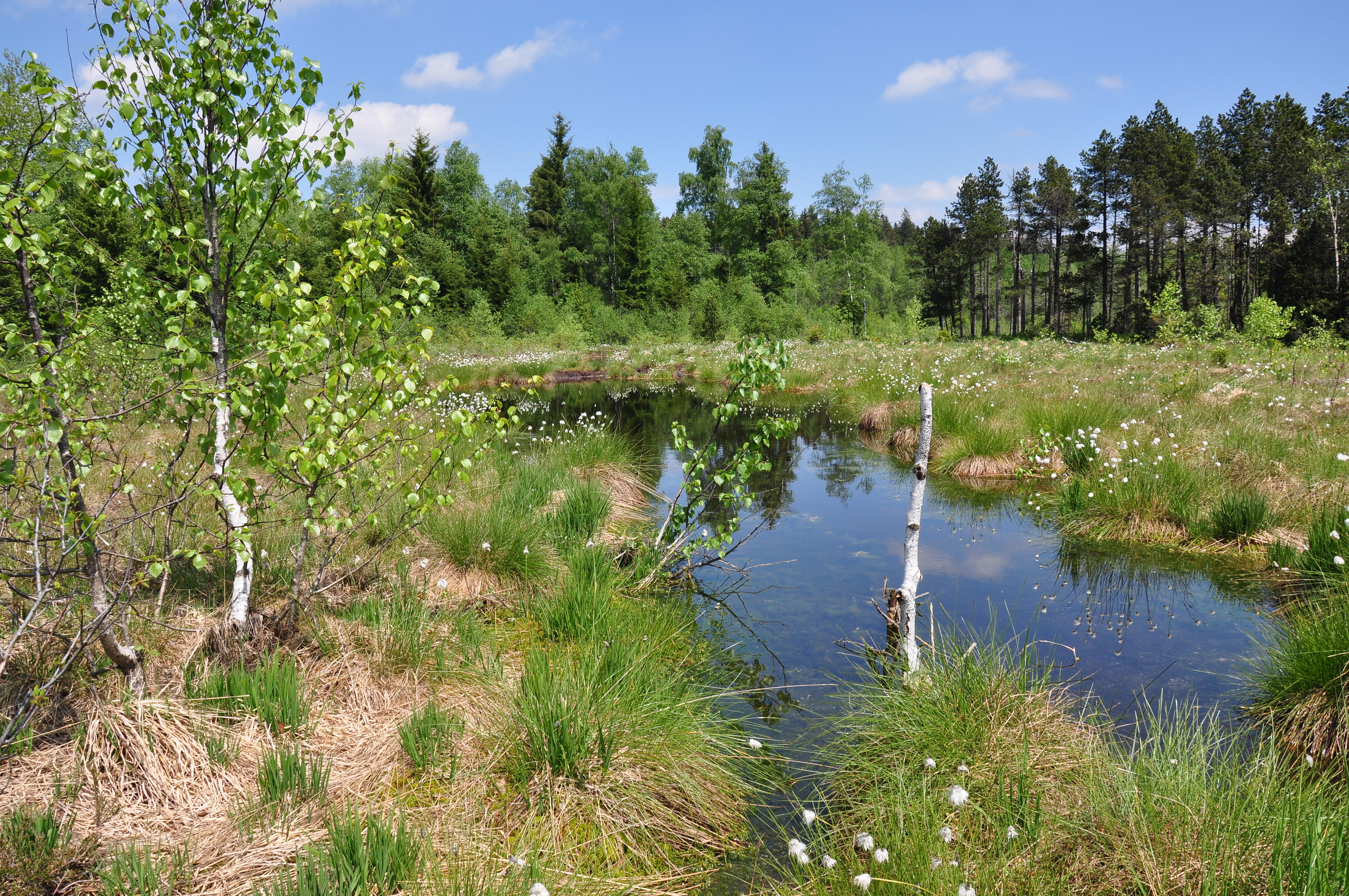
Breitenmoos (naturreservat)

## Specialiteter

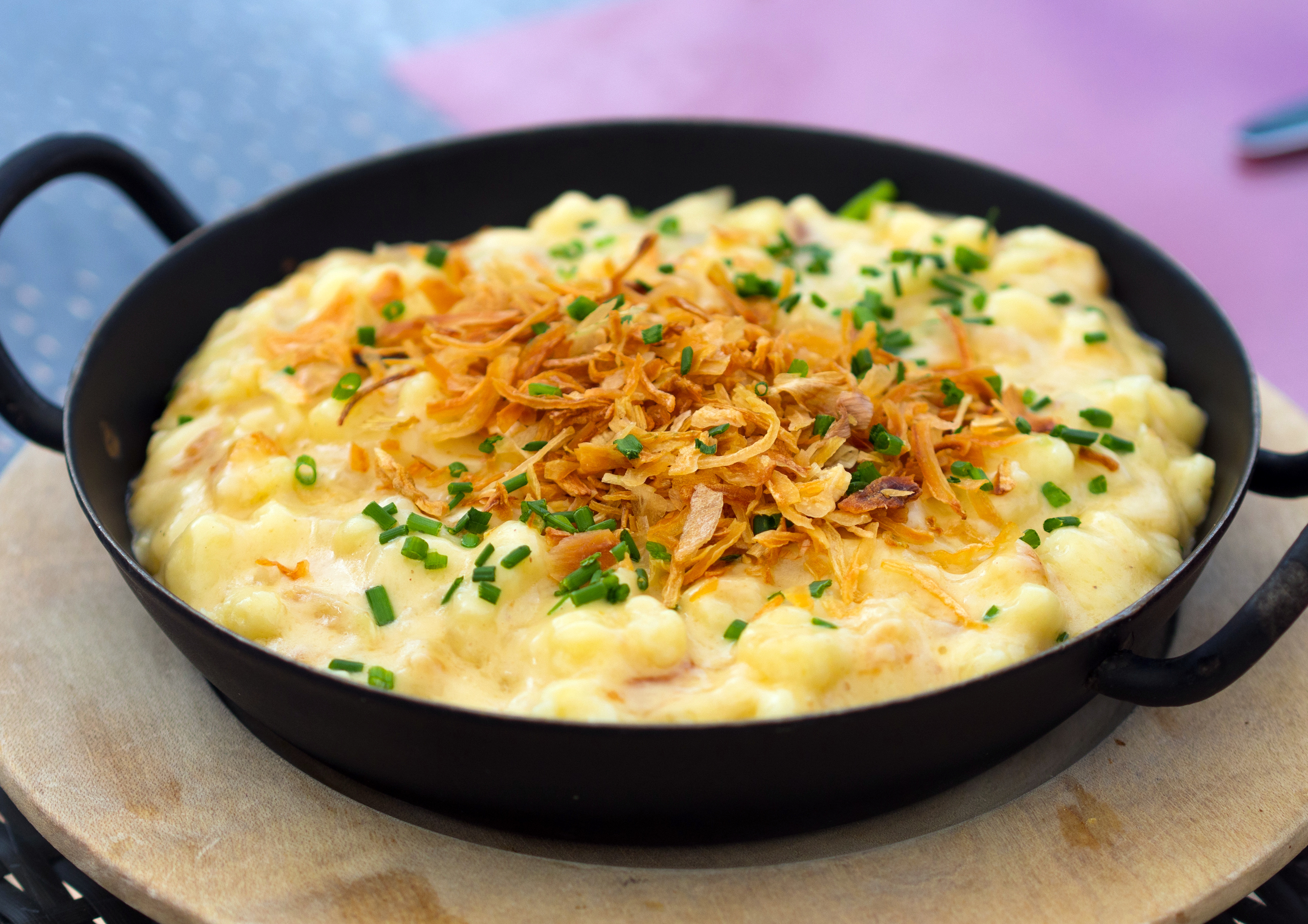
Käsespätzle med rostad lök
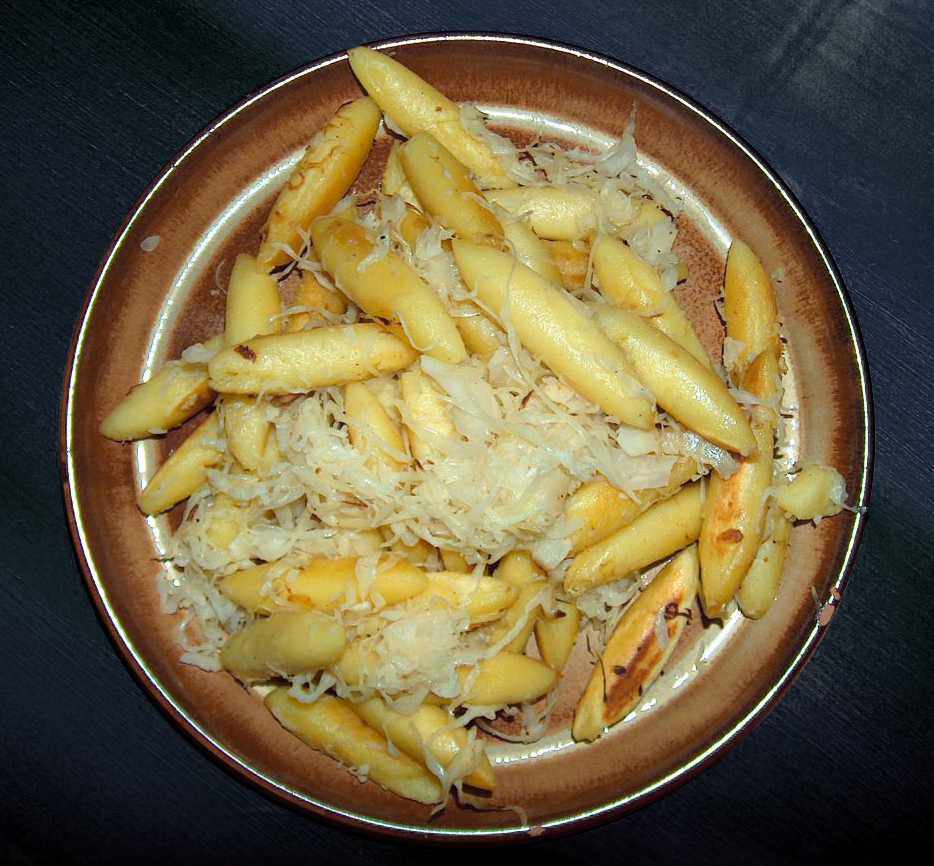
Schupfnudel med surkål
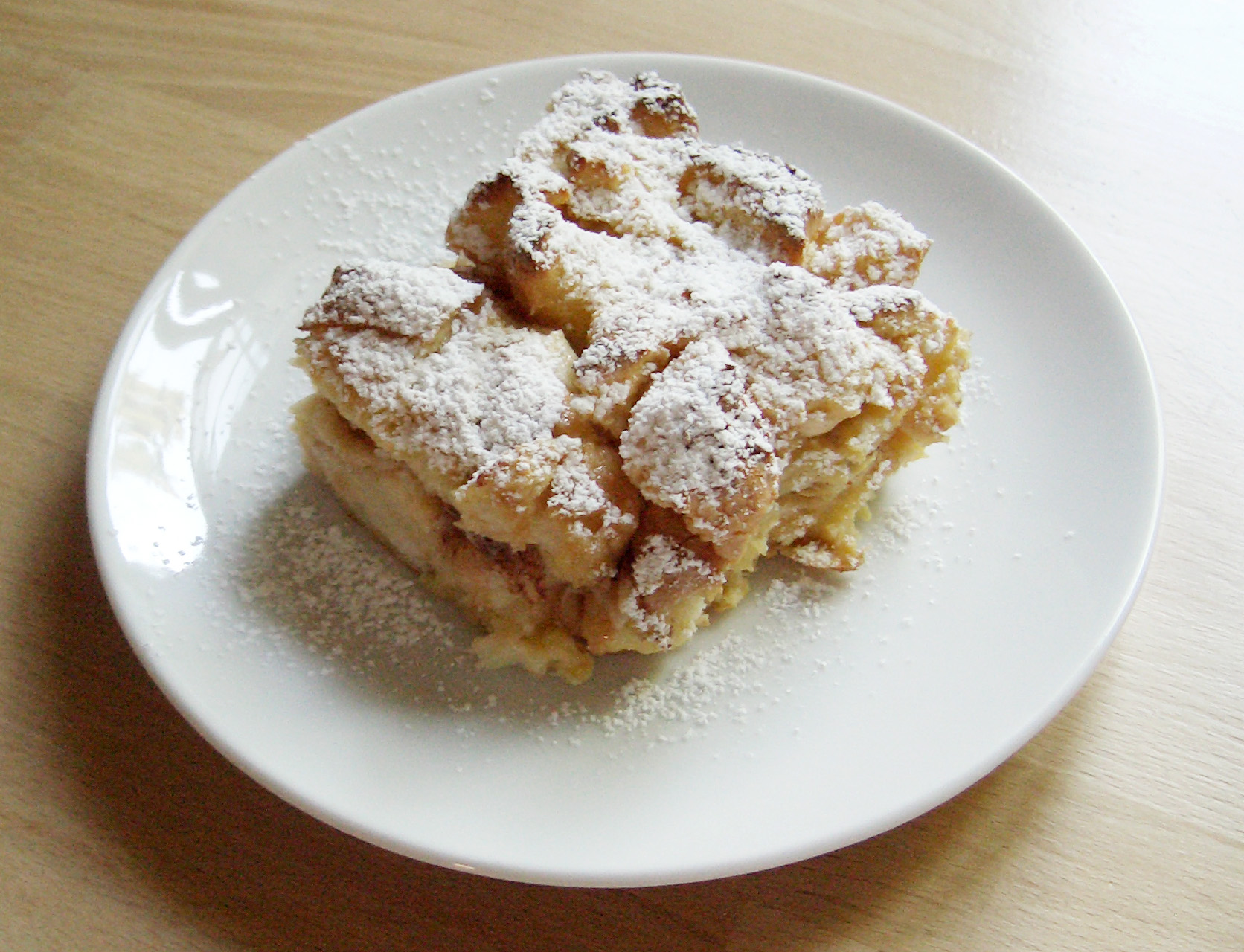
Ofenschlupfer
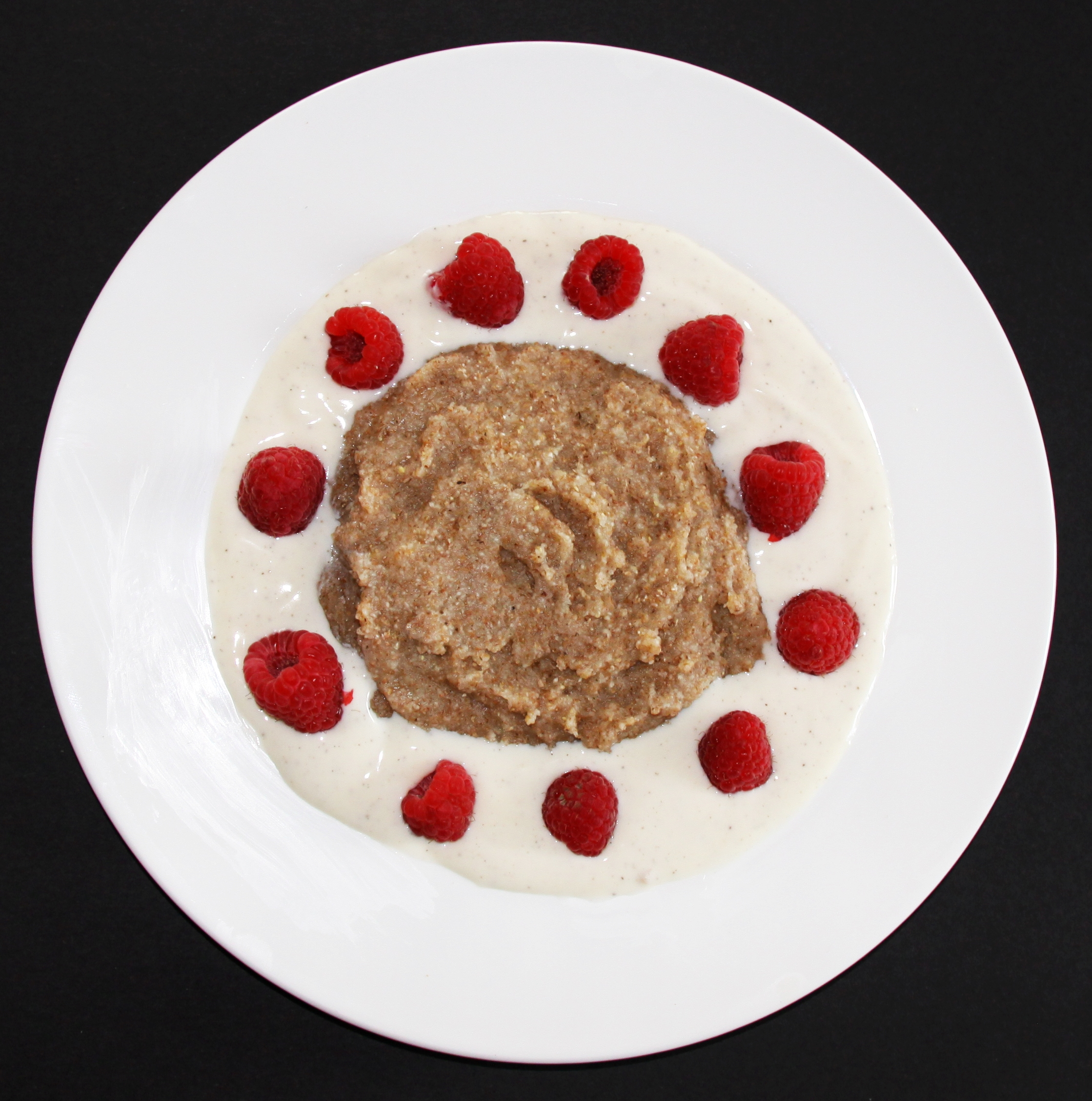
Brenntar

## Kända personer som bott i Weitenau
- Carl Hirnbein (1807–1871), politiker och jordbruksreformer
- Franz von Miller (1783–1842), ekonomer
- Chrysostomus Zodel (1920–1998), chefredaktör för Schwäbische Zeitung